# Essoyes
Essoyes är en kommun i departementet Aube i regionen Grand Est (tidigare regionen Champagne-Ardenne) i nordöstra Frankrike. Kommunen ligger  i kantonen Essoyes som ligger i arrondissementet Troyes. År 2022 hade Essoyes 711 invånare.

## Befolkningsutveckling
Antalet invånare i kommunen Essoyes
Referens: INSEE

## Galleri

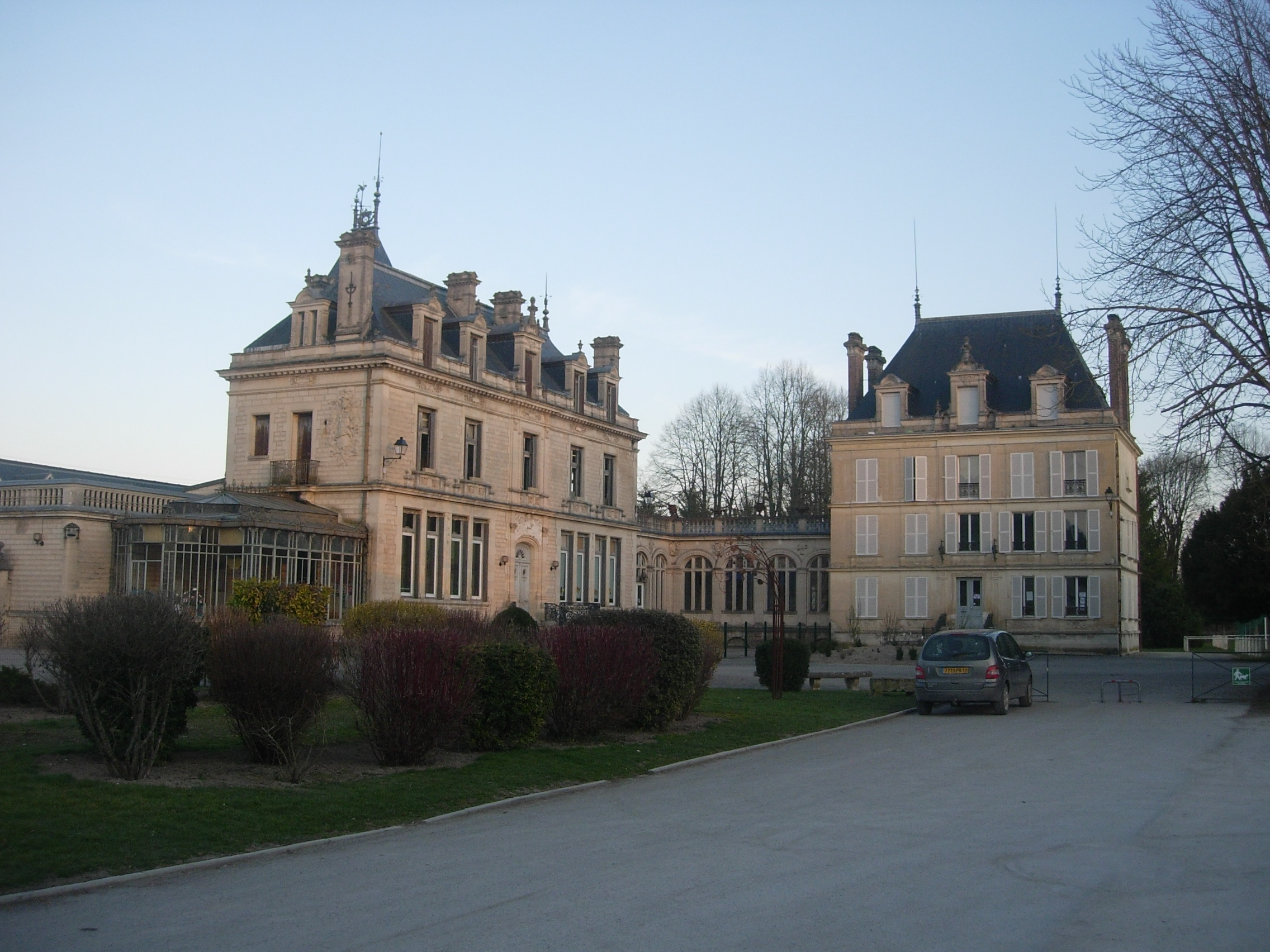
Rådhuset
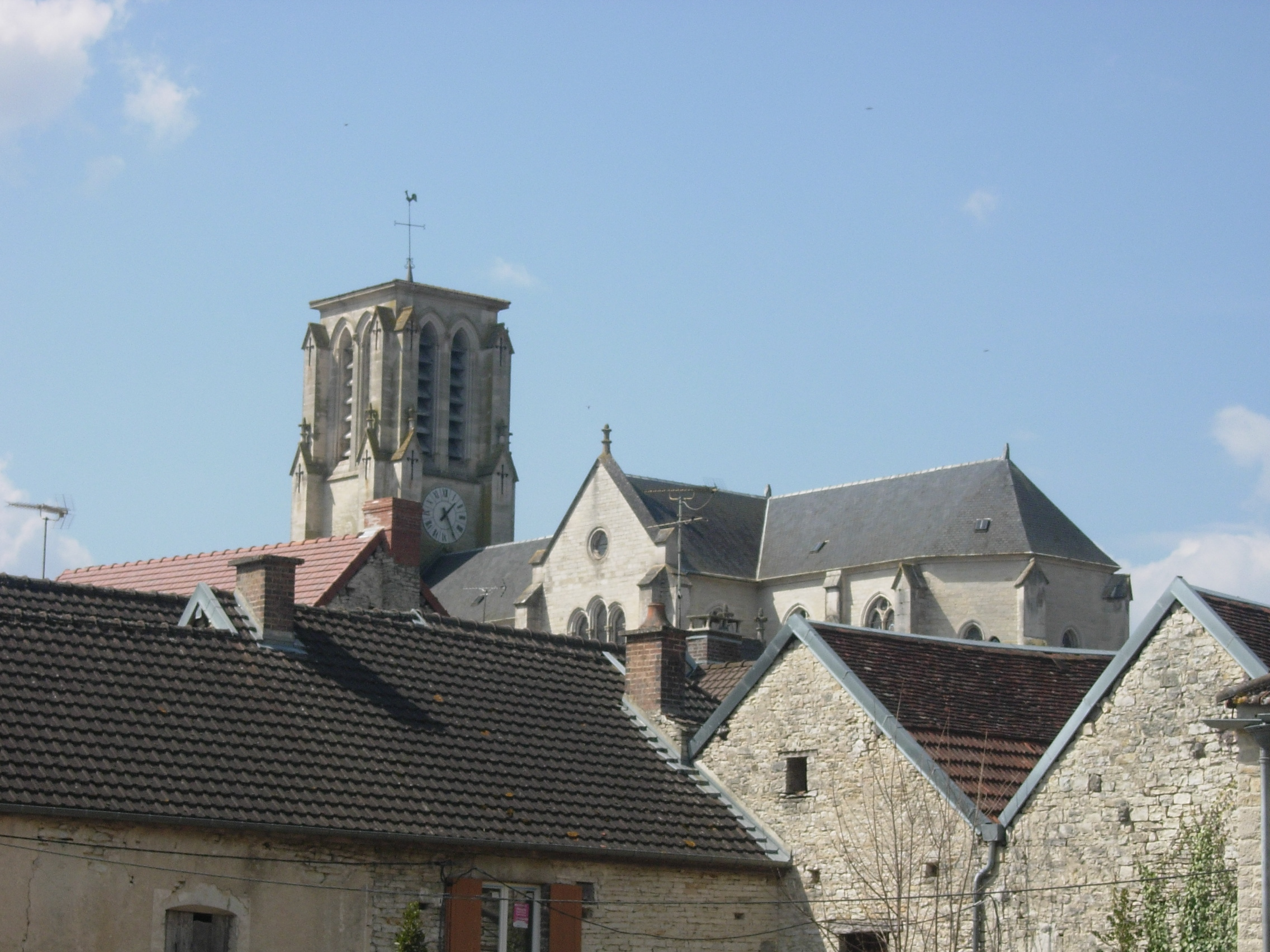
Kyrkan
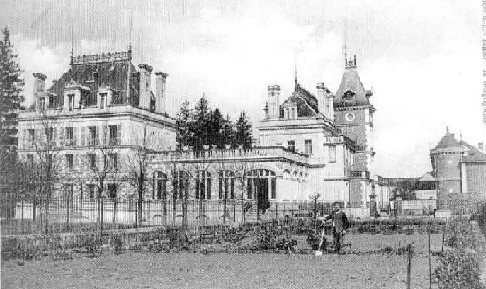
Slottet
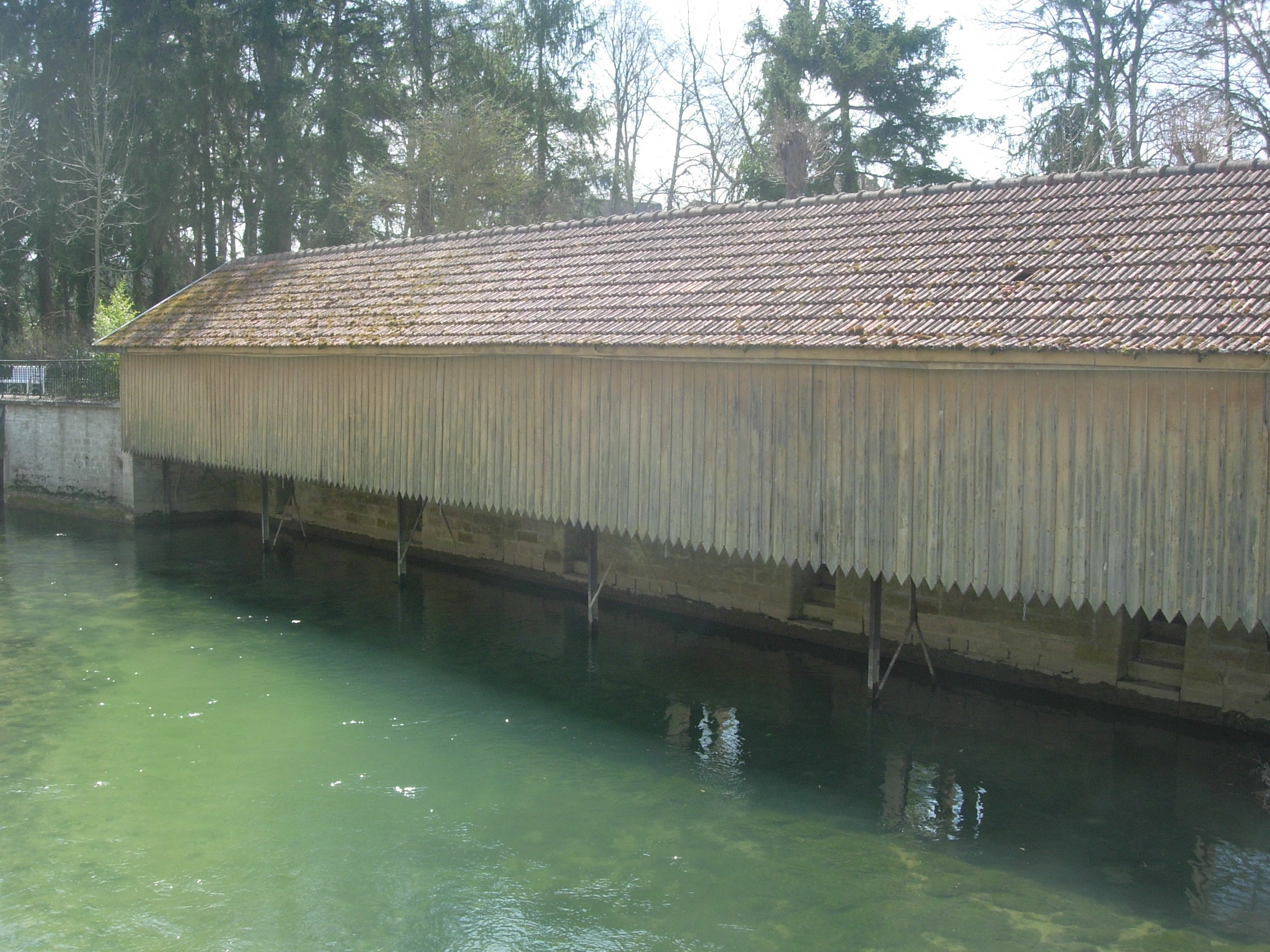
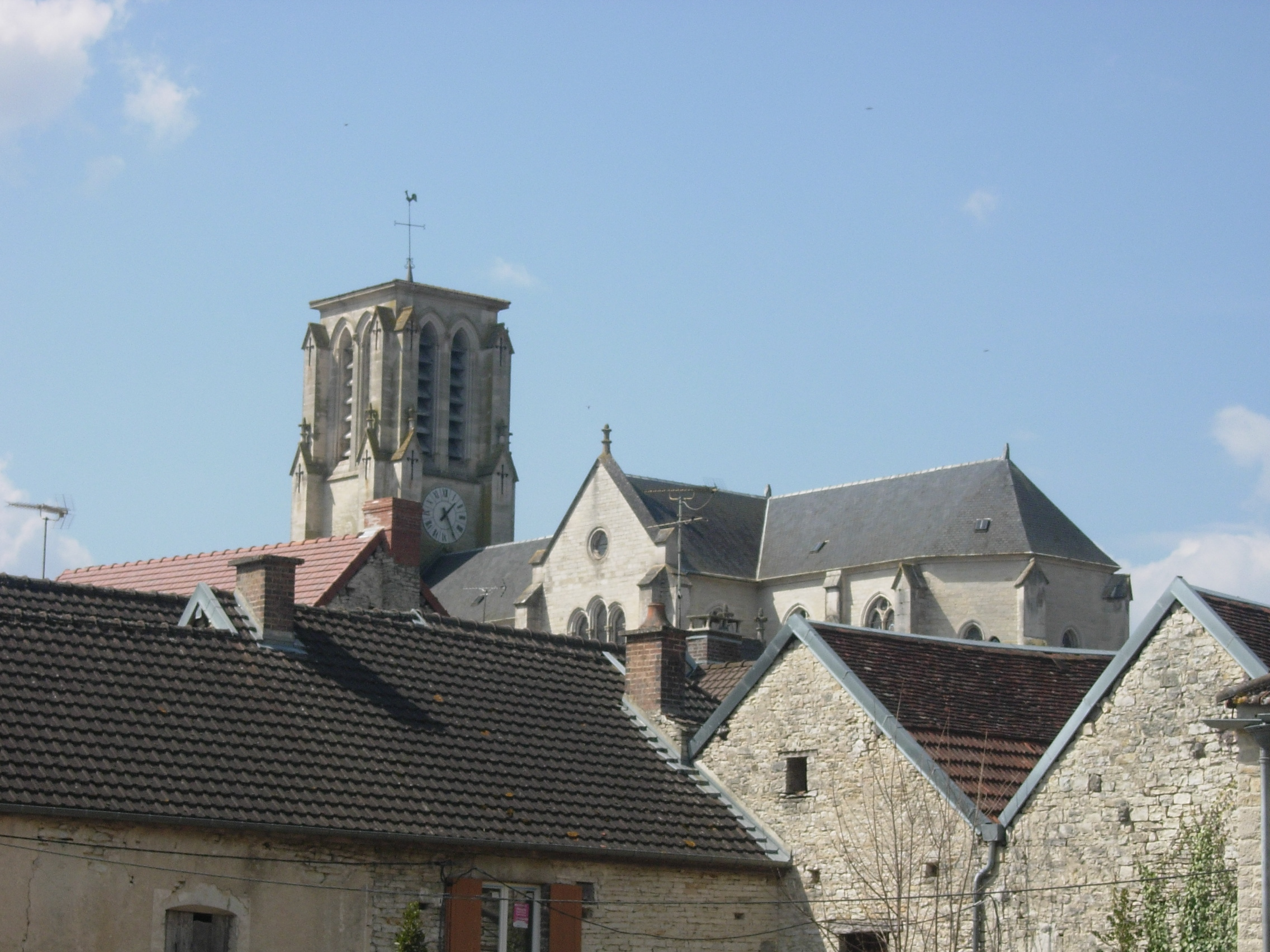